# Anemone sellowii
Anemone sellowii är en ranunkelväxtart som beskrevs av George August Pritzel. Anemone sellowii ingår i släktet sippor, och familjen ranunkelväxter. Inga underarter finns listade i Catalogue of Life.